# Настроение (албум)
„Настроение“ е третият студиен албум на певицата Камелия Тодорова, издаден през 1994 година от музикалната компания „Унисон“. Албумът включва всички песни, записани с Биг бенда на БНР с диригент Вили Казасян преди заминаването на певицата за чужбина през 1983 година. От него е заснет клип към песента „Прошепнати мечти“, която често е смятана погрешно за „Летят последните таксита“.
С песните „Стая на релси“ и „Може би този път“ (Maybe This Time) Камелия е удостоена с голямата награда на музикалния фестивал „Златният Орфей“ през 1980 година.

## Песни
1. Откритие – 2:45 – (текст: Матей Стоянов – музика и аранжимент: Александър Бръзицов)
2. Думите отлитат – 3:40 – (текст: Матей Стоянов – музика и аранжимент: Александър Бръзицов) (дует с Орлин Горанов)
3. Не ме гледай така, момче – 3:00 – (текст: Адриана Йорданова – музика: Тончо Русев – аранжимент: Вили Казасян)
4. Да е влюбен този свят – 2:40 – (текст: Иван Бориславов – музика и аранжимент: Вили Казасян)
5. Настроение – 3:10 – (текст: Иван Бориславов – музика и аранжимент: Вили Казасян)
6. Теменуги – 5:10 – (текст: Пейо Яворов – музика: Александър Райчев – аранжимент: Александър Бръзицов)
7. Не мога да кажа „не“ – 3:00 – (аранжимент: Стефан Димитров) (кавър на песента I Can't Say No на Натали Кол)
8. Може би този път – 3:20 – (текст: Фред Еб – музика: Джо Кандер – аранжимент: Йонко Татаров) (кавър на песента Maybe This Time на Лайза Минели от филма „Кабаре“)
9. Стая на релси – 4:25 – (текст: Михаил Белчев – музика и аранжимент: Александър Бръзицов)
10. Прошепнати мечти – 4:20 – (текст: Матей Стоянов – музика и аранжимент: Александър Бръзицов)
11. Цветето е любвеобилно – 2:20 – (текст и музика: Били Стрейхорн – съпр. на пиано: Марио Станчев) (кавър на песента A Flower Is a Lovesome Thing, изпълнена от Ела Фицджералд)
12. Ден и нощ – 3:20 – (текст: Иван Тенев – музика и аранжимент: Тодор Филков)
13. Песен за синия балон – 4:00 – (текст: Иван Теофилов – музика: Георги Генков, аранжимент: Емил Коларов) (кавър на едноименната песен, изпълнена от Мария Мицева)
14. Довери ми – 4:40 – (текст: Евтим Евтимов – музика: Георги Кордов – аранжимент: Александър Бръзицов)
15. Само ти можеш да целуваш – 3:15 – (текст и музика: Джули Даунс, Джон Паа)